# PDF.js
PDF.js、pdf.js是一款使用HTML5 Canvas安全地渲染PDF文件以及遵从网页标准的网页浏览器渲染PDF文件的JavaScript库。安德里亞斯·加爾于2011年发起（最初是实验性的）之后由Mozilla基金会主导。
PDF.js可以作为浏览器或网站的一部分运行。原本是一個Firefox擴充套件，自2012年開始，它被納入Mozilla Firefox（15版本），并从2013年开始默认启用（19版本）成為基本功能 。它还是ownCloud的一部分，并可用作Chrome、Chromium、Firefox for Android、Pale Moon及SeaMonkey的附加元件。